# HD160641
HD160641 — хімічно пекулярна зоря спектрального класу
O9 й має видиму зоряну величину в смузі V приблизно  9,9.

## Пекулярний хімічний склад
Зоряна атмосфера HD160641 має підвищений вміст 
He
.